# Floriana
Floriana (maltsky Il-Furjana) je město v Jihovýchodním regionu na Maltě. Nachází se na poloostrově Sciberras v regionu Xlokk a je jihozápadním sousedem metropole Valletty. Žije v něm přibližně 2 200 obyvatel.
Město bylo založeno v roce 1724 a pojmenováno Borgo Vilhena na počest tehdejšího velmistra Maltézského řádu Antónia Manoela de Vilheny. Nakonec se však ujal název Floriana podle Pietra Paola Florianiho, který projektoval zdejší opevnění.
Pro obyvatele venkova je Floriana vstupní branou hlavního města s velkým autobusovým nádražím, nachází se zde také Boffova nemocnice. Na hlavním náměstí Piazza San Publju stojí barokní kostel zasvěcený svatému Publiovi, který podle legendy přinesl na Maltu křesťanství, v roce 2001 zde kázal papež Jan Pavel II. Dalšími turistickými atrakcemi jsou hradby s Branou bomb, vodárenská věž a velká univerzitní botanická zahrada Argotti. Každoročně se ve Florianě koná hudební festival Isle of MTV.
Město je známé také díky fotbalovému klubu Floriana FC, který získal 25 ligových titulů a jako jediný maltský klub dokázal postoupit z předkola Ligy mistrů.
Narodil se zde autor maltské státní hymny Robert Samut.